# Phare de Cayo de Buenavista
Le phare de Cayo de Buenavista (en espagnol : Faro de Cayo Buenavista) est un phare actif situé sur Cayo de Buenavista (ceb) dans le golfe de Guanahacabibes, dans la province de Pinar del Río à Cuba.

## Histoire
Cayo de Buenavista est une caye boisée au large de Mantua. Le phare est situé à l'extrémité est de l'île, dans le golfe de Guanahacabibes.

## Description
Ce phare est une tour pyramidale métallique à claire-voie, avec une galerie et une lanterne de 30 m de haut. La tour est peinte en blanc. Il émet, à une hauteur focale de 33 m, un éclat blanc par période de 5 secondes. Sa portée est de 6 milles nautiques (environ 11 km).
Identifiant : ARLHS : CUB-003 ; CU-0001 - Amirauté : J4826 - NGA : 110-12460 .

### Lien connexe
- Liste des phares de Cuba